# HD 92209
HD 92209 eller HR 4170, är en möjlig dubbelstjärna i norra delen av stjärnbilden Kameleonten. Den har en skenbar magnitud av ca 6,29 och är mycket svagt synlig för blotta ögat där ljusföroreningar ej förekommer. Baserat på parallax enligt Gaia Data Release 3 på ca 5,4 mas, beräknas den befinna sig på ett avstånd på ca 600 ljusår (ca 184 parsek) från solen. Den rör sig bort från solen med en heliocentrisk radialhastighet på ca 18 km/s.

## Egenskaper
HD 92209 är en orange till röd jättestjärna av spektralklass K2 III. Den har en massa som är ca 1,2 solmassa, en radie som är ca 14,4 solradier och har ca 81 gånger solens utstrålning av energi från dess fotosfär vid en effektiv temperatur av ca 4 500 K. Stjärnan är möjligen en spektroskopisk dubbelstjärna.